# Santa María de Jesús
Santa María de Jesús – miasto w południowej części Gwatemali, w departamencie Sacatepéquez. Według danych statystycznych z 2002 roku liczba mieszkańców wynosiła 14 418 osób. 
Santa María de Jesús leży 10 km na południowy wschód od stolicy departamentu – miasta Antigua Guatemala. Miasto zostało założone w 1540 roku przez dominikanów.
Santa María de Jesús leży na wysokości 2070 m n.p.m., u stóp uśpionego obecnie potężnego wulkanu Volcán de Agua.

## Santa María de Jesús
Miasto jest siedzibą władz gminy o tej samej nazwie, która jest jedną z szesnastu gmin w departamencie. W 2012 roku gmina liczyła 16 460 mieszkańców. Mieszkańcami gminy w 95% są Indianie z majańskiej grupy Kakczikel. Gmina jak na warunki Gwatemali jest bardzo mała, a jej powierzchnia obejmuje zaledwie 34 km². Mieszkańcy gminy utrzymują się głównie z rolnictwa, turystyki i rzemiosła artystycznego.